# Coleção de cerâmica tapajônica
A Coleção de Cerâmica Tapajônica de Belém é composta de 1.444 peças, que se encontram sob guarda do Museu do Estado do Pará (MEP). O conjunto foi tombado como patrimônio cultural do estado do Pará pelo DPHAC, em 2005.

## Composição
A Coleção de Cerâmica Tapajônica de Belém é composta de 1.444 peças relacionadas à cultura e ao cotidiano das populações indígenas dos Tapajós, que habitavam o Oeste do Pará (ao longo dos Rios Tapajós e Amazonas), no período pré-colonial. 81 das peças estão completas e as outras 1.363 são fragmentos. São consideradas alguns dos artefatos arqueológicos mais antigos das Américas.⁣
"O material descoberto revela-se bastante diverso, mas pela complexidade nos ornamentos é associado a práticas ritualísticas, algumas comprovadamente relacionadas ao tratamento que se dava aos mortos". Quanto à aparência, geralmente retratam figuras em forma de humanos (antropomorfismo) ou de animais (zoomorfismo); além disso, geralmente tem "cor ocre, temperadas com cauixi, cacos, rochas, areia e cariapé". Destacam-se as seguintes peças:
- Vasos;
  - Vasos de gargalo,
  - Vasos globulares, e
  - Vasos cariátides.
- Estatuetas humanas;
  - Mulheres em pé (muitas vezes grávidas) com base semilunar, e
  - Homens sentados.
- Cachimbos angulares inspirados na flora regional;
- Pratos, tigelas e vasilhas com base e/ou alças; e
- Apitos.

## Histórico
No início do século XX, vasto material arqueológico passou a ser encontrado pelas ruas da cidade de Santarém, no interior do Pará, por conta da erosão provocada por chuvas e da ocupação das terras para produção agrícola. A população passou a recolher o material e apelidou as peças de ‘caretas’, porque predominavam cabeças de bichos e formas humana esquisitas.
Entre 1923 e 1926, Curt Nimuendajú (etnólogo de origem alemã que percorreu o Brasil em meio aos índios por mais de quarenta anos) localizou 65 sítios arqueológicos em Santarém. Seus manuscritos sobre os Tapajó e os achados cerâmicos foi publicado em alemão em 1939, com o título Die Tapajó. Sobre os achados, ele comenta haver um grande sítio no bairro Aldeia (sobretudo na Rua da Alegria), pois o bairro estaria sobre um sítio habitado pela população indígena no período da colonização da região. Apesar de 200 anos terem se passado com intenso tráfego de pessoas, animais e veículos "esmagando essa superfície diariamente", ele comenta sua surpresa por encontrar peças cerâmicas em tão bom estado.
As peças que hoje compõem a Coleção de Cerâmica Tapajônica foram compradas pelo Governo do Estado do Pará de um morador da cidade de Santarém, Geraldo Caetano Corrêa Sobrinho, que era colecionador.

## Tombamento
Por sua importância histórica e cultural, a coleção foi tombada como patrimônio cultural do estado do Pará pelo Departamento de Patrimônio Histórico Artístico e Cultural (DPHAC), em 28 de abril de 2005. Está inscrita no Livro do Tombo do Patrimônio Arqueológico e Antropológico (de número 2).